# منگ گانگ
منگ گانگ (انگلیسی: Meng Gang؛ زادهٔ ۷ ژوئن ۱۹۶۸) تیرانداز اهل چین بود. وی در بازی‌های المپیک تابستانی ۱۹۸۸، ۱۹۹۲ و ۱۹۹۶ حضور داشته‌است.